# Жанаарик (Куркелеський сільський округ)
Жанаари́к (каз. Жаңаарық) — село у складі Сариагаського району Туркестанської області Казахстану. Входить до складу Куркелеського сільського округу.
Населення — 2478 осіб (2021; 1935 у 2009, 1303 у 1999, 1106 у 1989).